# Leonard Darwin

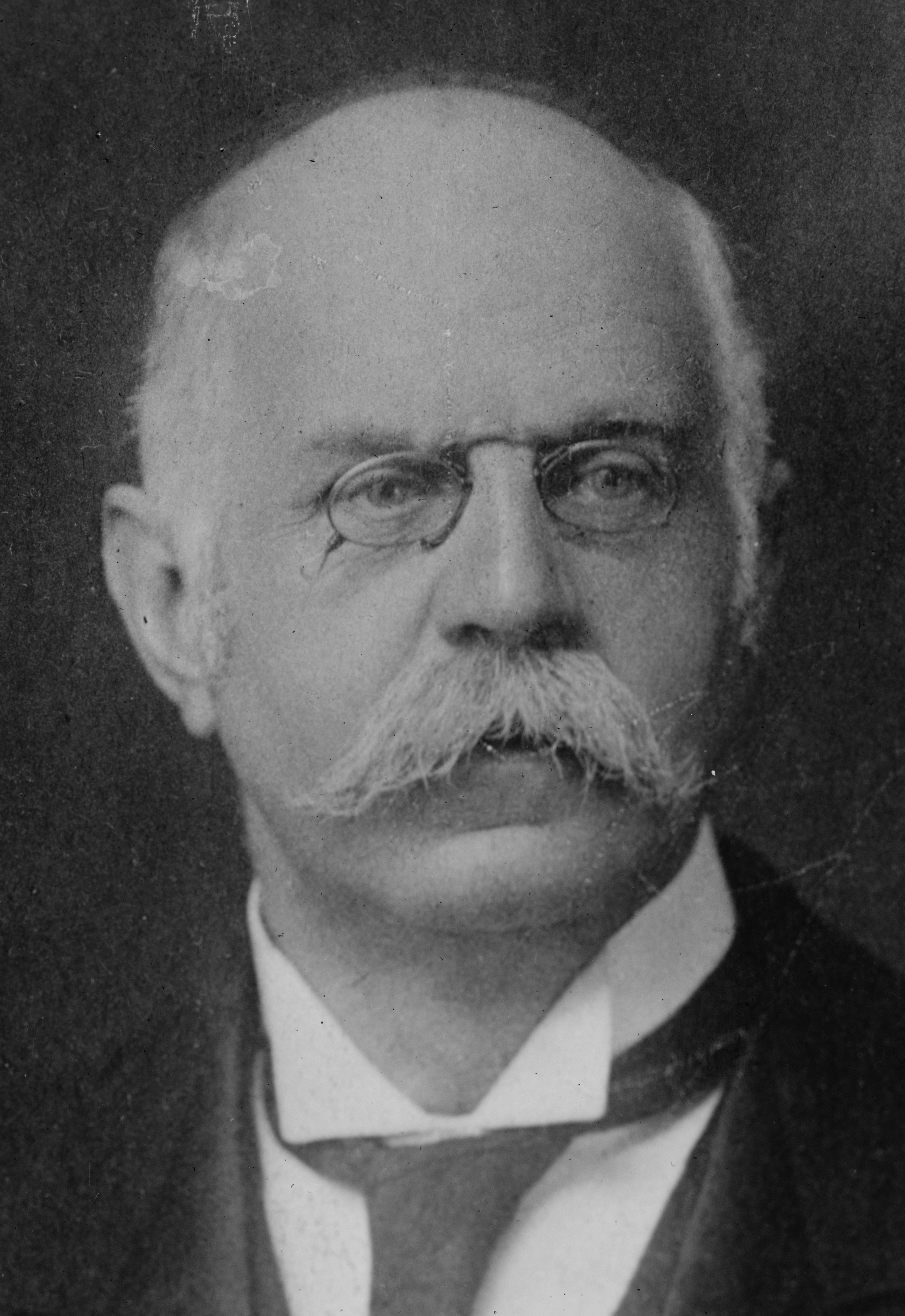
Leonard Darwin

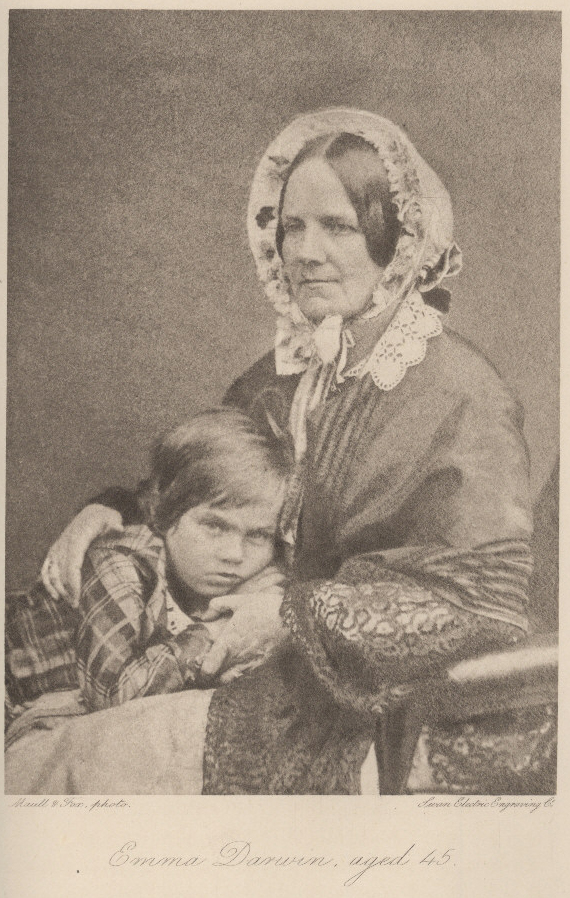
Leonard Darwin als Kind mit seiner Mutter

Major Leonard Darwin (* 15. Januar 1850 auf Down House in Downe; † 26. März 1943 in London) war britischer Soldat, Politiker, Ökonom, Eugeniker und Mentor von Ronald Aylmer Fisher.
Leonard Darwin war der vierte Sohn des berühmten Naturforschers Charles Darwin (1809–1882) und dessen Frau Emma Wedgwood (1808–1896).

## Biographie
Von seinen Eltern wurde er 1862 auf die Clapham School geschickt und ab 1871 ging er auf die königliche militärische Ingenieurschule. Zwischen 1877 und 1882 war er für das Kriegsministerium tätig. Leonard Darwin nahm auch an einigen wissenschaftlichen Expeditionen teil, darunter der Venustransit im Jahre 1874 und 1882.
Von 1892 bis 1895 war er Parlamentsmitglied der Partei Liberale Unionisten für den Bezirk Lichfield in Staffordshire.
Leonard Darwin war zwei Mal verheiratet, in erster Ehe (1882) mit Elizabeth Frances Fraser († 1898) und in zweiter Ehe mit seiner Cousine (ersten Grades) Charlotte Mildred Massingberd (1868–1940). Beide Ehen blieben kinderlos.
Titel
- 1908–1911 Präsident der Royal Geographical Society
- 1911–1928 Vorsitzender der British Eugenics Society
- 1912 Ehrendoktorwürde der Universität Cambridge
- 1912–1928 Präsident der International Federation of Eugenic Organizations
- 1928–1943 Ehrenpräsident der British Eugenics Society

Nach Darwin sind folgende geographischen Objekte in der Antarktis benannt:
- Darwin-Firnfeld (79° 30′ S, 155° 0′ O)
- Darwin-Gletscher (79° 53′ S, 159° 0′ O)
- Mount Darwin (85° 2′ S, 163° 8′ O)
- Darwin Mountains (79° 51′ S, 156° 15′ O)